# Päronulota
Päronulota (Ulota coarctata) är en bladmossart som beskrevs av Hammar 1852. Päronulota ingår i släktet ulotor, och familjen Orthotrichaceae. Enligt den svenska rödlistan är arten sårbar i Sverige. Arten förekommer i Götaland, Svealand och Nedre Norrland. Artens livsmiljö är skogslandskap. Inga underarter finns listade i Catalogue of Life.